# 岩屋南町
岩屋南町（いわやみなみまち）は神戸市灘区の町名の一つで、旧・大字岩屋の阪神高速3号神戸線と国道2号に挟まれた狭小な区域。東は味泥町、南は摩耶海岸通、西は中央区脇浜町、北は岩屋中町に接する。
令和2年国勢調査（2020年10月1日）における世帯数は20、人口24で内男性14人・女性10人。住居表示実施済み地区であるが、丁目の設定がない単独町名である。郵便番号：657-0856。

## 経済

### 産業
商工業
- 島田文一郎（島文商店、製鉄材料）[2]

水産業
- 島田文治郎[2][3]